# فرودگاه صحرایی کامپتون اباس
فرودگاه صحرایی کامپتون اباس (به انگلیسی: Compton Abbas Airfield) یک فرودگاه خصوصی است که یک باند فرود چمن دارد و طول باند آن ۸۰۳ متر است. این فرودگاه در کشور انگلستان قرار دارد و در ارتفاع ۲۴۷ متری از سطح دریا واقع شده‌است.